# Елізіум (гурт)
Елізіум — російський рок-гурт із Нижнього Новгорода, заснований у 1995 році. Гурт був популярний у Нижньому Новгороді в ранні роки виступів, а після випуску свого другого альбому «Всі острови!» став одним із провідних виконавців панк-року в Росії. «Елізіум» часто дає спільні концерти з іншими рок-колективами, а також є першим російським гуртом, який виступив із зарубіжними групами NOFX, Mad Caddies і Die Ärzte. На даний час у «Елізіум» налічується більше 20-и музичних релізів, включаючи вісім авторських студійних альбомів, останній з яких, «Яды», вийшов у 2017 році.

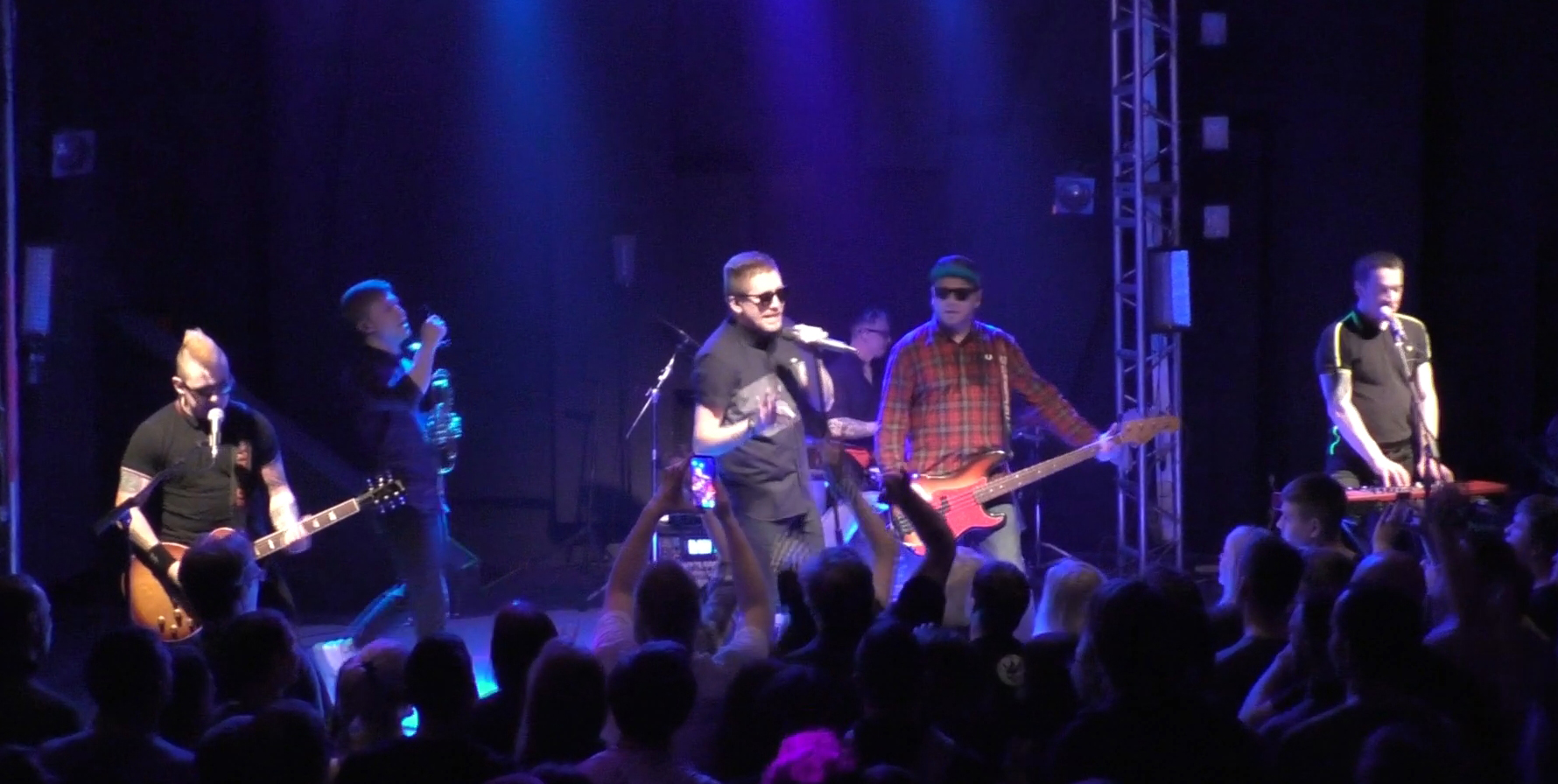
Элизиум 07.03.2020 Самара

«Елізіум» грає в змішаному музичному стилі, заснованому на панк-році з елементами ска, реггі, важкого металу та інших жанрів. Сама група використовує для свого напрямку власну назву «космос-рок».

## Дискографія
- «Домой!» (1998)
- «Все острова!» (2002)
- «Космос» (2003)
- «На окраинах Вселенной» (2005)
- «13» (2008)
- «Зло умрёт» (2011)
- «Снегири и драконы» (2014)
- «Яды» (2017)

## Максі-сингли
- «Дети-мишени/Дети-убийцы» (2007)
- «Найкращі співанки» (2011)
- «Cover Day» (2012)